# C1 kubická interpolace
C1 kubická interpolace patří do skupiny interpolací křivek po obloucích, tj. každý úsek mezi dvěma opěrnými body se interpoluje zvlášť. Každý úsek C1 interpolační křivky bude kubický polynom vypočtený pomocí kubické Hermitovy interpolace. Pro C1 interpolační křivku musí být zabezpečena C1 spojitost. Tzn. v každém opěrném bodě mají sousední křivky stejný tečný vektor. (Zatímco u C2 kubické interpolace je požadována i spojitost první derivace tečného vektoru.) K tomu potřebujeme tečné vektory v opěrných bodech vypočítat.

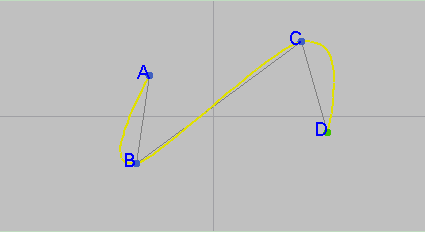
Příklad užití C1 kubické křivky